# Лебяжье (Амурская область)
Лебя́жье — село в Серышевском районе Амурской области, Россия. Административный центр Лебяжьевского сельсовета.

## География
Село Лебяжье стоит на правом берегу реки Томь, примерно в 18 км до впадения её в Зею.
Село Лебяжье расположено к юго-западу от пос. Серышево, расстояние до районного центра (через село Липовка) — 22 км.
На запад от села Лебяжье (вниз по правому берегу реки Томь) идёт дорога к селу Белоусовка.
На восток от села Лебяжье (вверх по правому берегу реки Томь) идёт дорога к сёлам Тавричанка, Томское и Бочкарёвка.

## Население
| 2002 | 2010 | 2012 | 2013 | 2014 | 2015 | 2016 |
| ---- | ---- | ---- | ---- | ---- | ---- | ---- |
| 452  | ↘415 | ↘411 | ↘409 | ↘396 | ↘392 | ↘371 |
| 2017 | 2018 |      |      |      |      |      |
| ↘368 | ↘365 |      |      |      |      |      |

## Инфраструктура
Сельскохозяйственные предприятия Серышевского района.